# Château de Béthisy-Saint-Pierre
Le château de Béthisy-Saint-Pierre est un ancien château fort, dont la fondation remonte à 1031 par la reine Constance, dont il ne subsiste de nos jours aucun vestiges en élévation, qui se dressait sur la commune française de Béthisy-Saint-Pierre dans le département de l'Oise, en région Hauts-de-France.

## Localisation
Le château était situé sur un gros mamelon boisé, sur la commune de Béthisy-Saint-Pierre, dans le département français de l'Oise. De cette hauteur on pouvait surveiller à la fois la vallée de l'Automne et les abords du plateau couvert par la forêt de Compiègne.

## Historique
La reine Constance, femme de Robert II, y fit bâtir, vers 1026, une forteresse dans l'intérêt de son deuxième fils, qu'elle n'avait pu faire couronner roi à la place d'Henri Ier, dont elle redoutait le ressentiment. Cette construction est signalée par les auteurs ecclésiastiques comme une usurpation sur l'abbaye Saint-Crépin-le-Grand, à laquelle Charles le Chauve avait déjà donné les deux églises de Béthisy ; ils prétendent même que les comtes de Vermandois, abbés séculiers de Saint-Crépin, et ravisseurs de quantité de ses possessions, firent de Saint-Pierre un lieu de plaisance qui vint ensuite dans la main des rois.
On transféra vers 1040, dans cette nouvelle résidence, le siège de la juridiction qui existait déjà pour Verberie, autre maison royale, et l'on en forma ce qu'on nomma la châtellenie de Béthisy-Verberie.
À la mort de Robert, arrivée au mois de juillet 1031 la reine Constance reprit le projet qu'elle avait conçu pour mettre son fils Robert sur le trône ; appuyée sur les places de Senlis , Sens, Béthisy, Coucy et autres, elle leva l'étendard de la révolte contre Henri Ier; mais ses partisans furent vaincus et obligés de se soumettre au nouveau roi, qui leur accorda son pardon. Dans le nombre se trouvait Richard, premier châtelain de Béthisy, auquel la bonté royale octroya des grâces particulières.
Richard acheva sous le règne d'Henri Ier la construction de la forteresse, et il y fonda une collégiale. Il se retira ensuite dans l'abbaye de Saint- Quentin-lès-Beauvais. Ses successeurs occupèrent un rang distingué à la cour.
Louis le Gros affectionnait la résidence de Béthisy, qui lui servait de rendez-vous pour chasser dans la forêt de Cuise. Le comte de Vermandois y délivra en sa présence et en celle de la reine Adélaïde, dans l'année 1133, une charte en faveur de la nouvelle abbaye fondée à Ourscamp.
Le roi y passa quelque temps en 1137, à la suite d'une maladie dangereuse ; il y reçut une députation des Aquitains, chargée de lui annoncer la mort de leur comte et ses dernières dispositions pour le mariage d'Éléonore sa fille unique avec le prince royal.
Le mariage de ce prince, devenu Louis VII, fut célébré avec pompe quelques mois après dans le palais de Béthisy.
En 1152 , le même roi étant en ce lieu, autorisa les religieux de Saint-Adrien à échanger certains revenus avec la maison royale de Cuise.
Il accorda plusieurs franchises aux habitants du pays, ce qui attira un grand nombre de familles étrangères. Il les releva notamment par une charte donnée à Compiègne en 1156, du droit de for-mariage, leur permettant en outre de choisir des femmes demeurant hors du bourg, extra castrum Bistisiacum, faveur alors très-considérable.
On connaît du même roi une autre charte datée de Béthisy en 1161, par laquelle il maintient aux religieuses de Saint-Jean-aux-Bois la jouissance de la dîme du pain qui sera consommé dans les châteaux de Béthisy, Verberie et Compiègne, lorsque la cour y séjournera.
Les cartulaires de Philippe Auguste constatent de fréquents voyages de ce prince au château de Béthisy. Il y rendit en 1182 une charte concernant Saint-Frambourg de Senlis, une autre en faveur de Notre-Dame de Paris, une troisième accordant des privilèges et exemptions aux habitants de Chevrières.
En 1183, un diplôme confirmatif des biens et privilèges appartenant aux religieuses de Saint-Jean-aux-bois, et une charte concernant les serfs et hôtes de l'église de Soissons.
En 1184, Philippe d'Alsace, comte de Flandre, mit le siège devant la forteresse, qu'il tenta d'enlever par un assaut ; mais les habitants ayant opposé une résistance vigoureuse, l'armée royale eut le temps d'avancer pour les délivrer, ce qui obligea l'ennemi à se retirer à travers la forêt de Compiègne. Le roi récompensa les habitants de leur fidélité, en leur donnant un droit exclusif d'usage dans le canton de la forêt appelé depuis les monts de Béthisy. Philippe Auguste était l'année suivante dans cette résidence, de laquelle il data les lettres concernant la fondation d'une chapelle au château de Choisy-au-Bac. Il y délivra en 1189 des lettres concernant l'Hôtel-Dieu de Compiègne. Il y était encore en 1193. Il y reçut en 1200 une députation de l'Université de Paris, à laquelle il accorda des lettres de protection en faveur de ses écoliers.
Le châtelain avait sous ses ordres cinq chevaliers que le roi maintint, quoiqu'il supprimât ceux de plusieurs autres châteaux, à cause des services qu'ils avaient rendus en 1184. Ces chevaliers sont ainsi nommés dans le dénombrement présenté à Philippe Auguste en 1214 : Roger de Verberie, Hugues de Béthisy, Philippe de Béthisy, Pierre (châtelain) de Béthisy, Jean fils du prévôt, Philippe de Nanteuil ; ils prenaient rang entr'eux selon leur ancienneté(…)
Après avoir brûlé Verberie et La Croix-Saint-Ouen, les Anglais vinrent assiéger, en 1359, le château de Béthisy ; ils croyaient l'emporter aisément, mais ils furent vigoureusement repoussés, poursuivis jusque vers Saintines, et ils ne purent regagner Creil qu'après avoir éprouvé une grande perte. Ils revinrent peu après en force pour tirer une vengeance éclatante de leur défaite. Le capitaine de la place marcha à leur rencontre, et ce fut alors qu'eut lieu, entre Verberie et Saint-Sauveur, le combat célèbre connu sous le nom de bataille du Champ-Dolent. Cependant la forteresse de Béthisy éprouva bientôt les désastres de la guerre qui ravagea pendant ces temps déplorables toute la Picardie. Démantelée et tombant en ruines, elle fut comprise au nombre des places dont les lettres du dix avril 1431 ordonnèrent la démolition comme non tenables et devenues des repaires de voleurs et robeurs.
Celle-ci demeura à l'abandon jusqu'en l'année 1562, époque à laquelle la reine Catherine de Médicis reçut le Valois parmi les domaines qui lui furent donnés en douaire. Cette princesse fit réparer les fortifications avec le secours des habitants du lieu, pour leur assurer une retraite dans les calamités publiques et pendant les troubles de religion qui commençaient à menacer le pays. Les officiers de l'élection de Crépy furent obligés de se réfugier, en 1592, dans la tour où ils n'arrivèrent qu'avec peine et à l'aide d'une compagnie de cuirassiers que le roi leur accorda pour escorte.
En 1618, Louis XIII averti par la résistance du château de Pierrefonds, donna le premier avril des ordres précis pour l'entière destruction de la tour de Béthisy. Les habitants représentèrent qu'ils avaient été contraints de la réparer à leurs frais, qu'ils s'étaient endettés pour compléter l'œuvre, et que cet asile si coûteux leur était indispensable dans les désordres publics. Le roi voulut être obéi , et ils n'obtinrent pas même l'autorisation de vendre les matériaux à leur profit. On démolit la plus grande partie du mur d'enceinte, et l'on fit à la tour de larges entailles qui la rendirent inhabitable à l'avenir. Cependant, lors des troubles de 1648, on permit à la communauté de boucher ces entailles avec des murs de terre, ce qui donna à la place plus d'apparence que de solidité. Le prince de Condé vint camper dans la plaine du liazoy, vis-à-vis de Béthisy, où ses troupes commirent d'horribles brigandages.
Le domaine fut engagé avec celui de Verberie, en 1615 , par la reine Marguerite de Valois à Louis Fécan, écuyer, seigneur de Villers, auquel il fut retiré le 14 avril 1625 par ordre de Louis XIII. On le transporta alors au baron de Raray dont les successeurs en ont joui jusqu'en 1720, que le régent le fit rentrer dans les mains de l'état. Enfin il fut aliéné en 1760, à titre de surcens, par te duc d'Orléans ».

## Description
Le sommet du gros mamelon boisé était couronné d'une enceinte maçonnée ovale de 60 m sur 45 m, protégeant les bâtiments du château fondé en 1031. Le château remanié au cours des siècles et aujourd'hui complètement détruit.